# Dorothy L. Sayers
Dorothy Leigh Sayers (Oxford, 13 de junio de 1893 – Witham, 17 de diciembre de 1957), conocida como Dorothy L. Sayers, fue una  escritora y traductora británica, estudiosa de las lenguas clásicas y modernas y una humanista cristiana.
Dorothy L. Sayers es conocida principalmente por sus cuentos y novelas policiacas, situadas generalmente entre la Primera y la Segunda Guerra Mundial, y protagonizadas generalmente por el aristócrata inglés Lord Peter Wimsey. Sin embargo, Sayers consideraba su traducción de la Divina Comedia de Dante su mejor obra. También es conocida por sus obras de teatro y ensayos.

## Biografía
Sayers, hija única, nació en Oxford en 1893, donde su padre, el Reverendo Henry Sayers, era capellán de la Christ Church y director de la Choir School (de ahí que Dorothy comenzase a aprender latín con tan sólo seis años). En 1912, Dorothy consiguió una beca en el Somerville College, para estudiar lenguas modernas y literatura medieval. Terminó sus estudios con matrícula de honor en 1915. Aunque las mujeres no podían acceder a títulos universitarios en aquel momento, Sayers fue una de las primeras en recibir uno cuando la situación cambió años más tarde. Su experiencia académica en el Somerville College, Oxford, aparece reflejada en su obra Gaudy Night.
Reino Unido en los años 20 estaba en un estado de cambio y agitación social. La movilización masiva de los hombres capacitados en la Primera Guerra Mundial había obligado a muchas mujeres a buscar trabajo. Cuando los hombres regresaron de la guerra e intentaban recuperar sus antiguos puestos, muchas de las mujeres que los habían ocupado mientras tanto se resistieron a renunciar. Además, muchas mujeres tenían que ser autosuficientes debido a la muerte o la discapacidad de sus maridos. Legalmente, las mujeres obtuvieron el sufragio femenino en 1918, aunque este no estuvo totalmente garantizado hasta 1928. Sayers compartía los puntos de vista feministas, e intentó desarrollar su propio camino vital. 

### Maternidad
A la edad de 29 años, Sayers se enamoró del novelista John Cournos, el primer amor de su vida. Él quería ignorar las costumbres sociales y vivir con ella sin casarse. Ella quería casarse y tener hijos. Después de un año de lucha, Dorothy descubrió que Cournos sólo se había mostrado contrario al matrimonio para probar su devoción, y decidió romper con él, vengándose además al asesinarle, literariamente hablando, en su obra Veneno Mortal. 
Con el corazón roto, Sayers se sobrepuso comenzando una relación con Bill White, un vendedor de coches desempleado. Después de una relación breve, intensa y fundamentalmente sexual, ella descubrió que, a pesar de los anticonceptivos empleados, estaba embarazada. White reaccionó violentamente cuando lo supo.
Temiendo que sus padres (de edad avanzada) no aceptarían este embarazo, Sayers decidió ocultarlo a sus amigos y familiares. Siguió trabajando hasta el principio del tercer trimestre, en el que adujo agotamiento y pidió una baja laboral. Se registró bajo nombre falso en una maternidad, y el niño, John Anthony, nació el 3 de enero de 1924, en Southbourne, Hampshire. Durante tres semanas se dedicó al cuidado de su hijo, antes de intentar volver a su vida normal. 
Sin embargo, a Sayers le resultó imposible recuperar su vida o su trabajo ahora que era madre. Sus tías y primas, Amy e Ivy Shrimpton, se ganaban la vida dando acogida a niños. La madre de Dorothy había estado visitándolas, y le había hecho una descripción apasionada de sus bondades. Así pues, Dorothy escribió a Ivy, contándole lo que le había sucedido a "una amiga", y preguntándole por los costes y la disponibilidad de su albergue. Después de que las Shrimpton aceptasen cuidar al niño, Sayers envió otra carta titulada "Estrictamente confidencial: información sobre el bebé", en la que revelaba la paternidad del niño y exigía un juramento de silencio. Ni los padres de Dorothy ni la tía Amy debían saber nada.
En 1924-1925, Sayers escribió once cartas a John Cournos sobre su desgraciada relación, sobre White y sobre su hijo. Estas cartas se encuentran ahora en la Universidad de Harvard.

### Matrimonio
Dos años después, tiempo durante el cual había publicado sus dos primeros libros de detectives, Dorothy contrajo matrimonio con Oswald Arthur "Mac" Fleming, un periodista escocés cuyo nombre profesional era "Atherton Fleming". Estaba divorciado y tenía dos hijos, lo cual suponía que no podrían casarse por la Iglesia. A pesar de esta decepción, los Sayers aceptaron a Mac en el seno familiar.
El matrimonio tuvo un comienzo muy feliz, con una gran familiaridad en la vida doméstica. Los dos trabajaban bastante, él como escritor y periodista, ella como novelista y publicista. Con el tiempo, la salud de Mac empeoró (sobre todo debido a su participación en la Primera Guerra Mundial), y se vio incapacitado para trabajar. Sus ingresos disminuyeron al mismo ritmo en que creció la fama de Dorothy, y él empezó a sentirse eclipsado.
Aunque nunca vivió con ellos, a John Anthony se le dijo que la "Prima Dorothy" y Fleming lo había adoptado a la edad de diez años. (Como progenitor legal, Dorothy no necesitaba adoptarlo, y Fleming había aceptado adoptarlo como hijo en el momento de la boda, pero esto nunca llegó a hacerse oficial). Así, Sayers continuó ocupándose de su educación, aunque nunca lo reconoció públicamente como hijo biológico. 
Sayers era buena amiga de C. S. Lewis y varios otros del grupo de los Inklings. En ocasiones, Sayers acudía con Lewis a las reuniones del Club Socrático. Lewis reconocía leer cada Semana Santa El hombre que nació para reinar, de Sayers, pero se sentía incapaz de apreciar las historias de detectives. J. R. R. Tolkien, en cambio, leyó varias de las novelas de la serie de Wimsey, pero despreció las últimas, como Gaudy Night.
Fue amiga también de otros escritores, como T. S. Eliot, Agatha Christie o G. K. Chesterton.
Mac Fleming murió en 1950, John Anthony Fleming en 1984 a los 60 años, y Dorothy L. Sayers en 1957, de un infarto cerebral repentino a los 64 años. Su cuerpo fue incinerado en el Crematorio de Golders Green y sus cenizas enterradas en la iglesia de Santa Ana en Soho (Londres).

## Carrera profesional
La primera obra publicada por Dorothy L. Sayers fue un libro de poemas, editado en 1916 como Opus I por Blackwell Publishing de Oxford. Más tarde, Sayers trabajó como profesora para Blackwell en numerosos lugares, como Normandía, en Francia, justo antes del inicio de la Primera Guerra Mundial. Su empleo más largo lo tuvo entre 1922 y 1931 como publicista para S. H. Benson's, una agencia de publicidad en Londres. Esta experiencia le permitió conocer los secretos del mundo de la publicidad, en el que sitúa su novela Murder Must Advertise. Sayers tuvo bastante éxito en este trabajo. Resultado de su colaboración con el artista John Gilroy fueron "El Club de la Mostaza" para la marca de mostaza Colman's Mustard y los anuncios del Zoo para la cerveza Guinness "Zoo", algunas de las cuales aún se emplean hoy día. Un ejemplo famoso es el tucán, con su pico arqueándose sobre dos pintas de Guinness, y con el eslogan creado por Sayers:
| Inglés                                                                                               | Castellano |
| --- | --- |
| If he can say as you can Guinness is good for you How grand to be a Toucan Just think what Toucan do | Si él puede decir como tú que la Guinness es buena para ti qué grande es ser un Tucán ¡piensa en lo que puede hacer un Tucán puede/tú puedes hacer! |

También se atribuye a Sayers la invención de la frase "It pays to advertise", "Anunciarse merece la pena".

### Ficción detectivesca
Sayers empezó a trabajar en el argumento de su primera novela entre 1920 – 1921. Los primeros pasos de Whose Body? pueden encontrarse en una carta que Sayers escribió el 22 de enero de 1921:
"Mi historia de detectives comienza brillantemente, con una mujer gorda que aparece muerta en el baño vestida sólo con unas gafas. ¿Por qué llevaría gafas en la bañera? Si lo adivinas, estarás en posición de encontrar al asesino, pero es un tipo muy frío y astuto..." (p.101, Reynolds)
Lord Peter Wimsey irrumpió en el mundo de la ficción detectivesca con un sonoro "¡Maldición!", y siguió atrayendo a los lectores en otras diez novelas y dos colecciones de cuentos; la novela final termina con un "¡Oh, maldición!" muy distinto. Sayers comentó en una ocasión que Lord Peter era una mezcla de Fred Astaire y Bertie Wooster, lo cual es más evidente en las cinco primeras novelas. Sin embargo, también es evidente a medida que se desarrolla el carácter de Lord Peter, que existía en la mente de Sayers como un ser vivo, palpitante y enteramente humano. Sayers introdujo el personaje de la novelista Harriet Vane (alter ego de la propia autora) en Strong Poison (Veneno Mortal, ed. Lumen). Sayers señaló más de una vez que había creado a Harriet, "de voz ronca y ojos oscuros", para terminar con Lord Peter por la vía del matrimonio; pero a medida que escribía Gaudy Night imbuyó a Lord Peter y Harriet tanta vida, que nunca fue capaz, como ella misma reconoció, de "ver a Lord Peter abandonar el escenario".
Sayers no se contentó con escribir historias de detectives; analizó las consecuencias de la Primera Guerra Mundial en La antipatía en el Club Bellona y abogó por la educación de las mujeres (un tema controvertido por aquel entonces) en Gaudy Night. 
Sayers también escribió algunas historias cortas sobre Montague Egg, un vendedor de vino que resuelve misterios.

### Trabajos cristianos y académicos

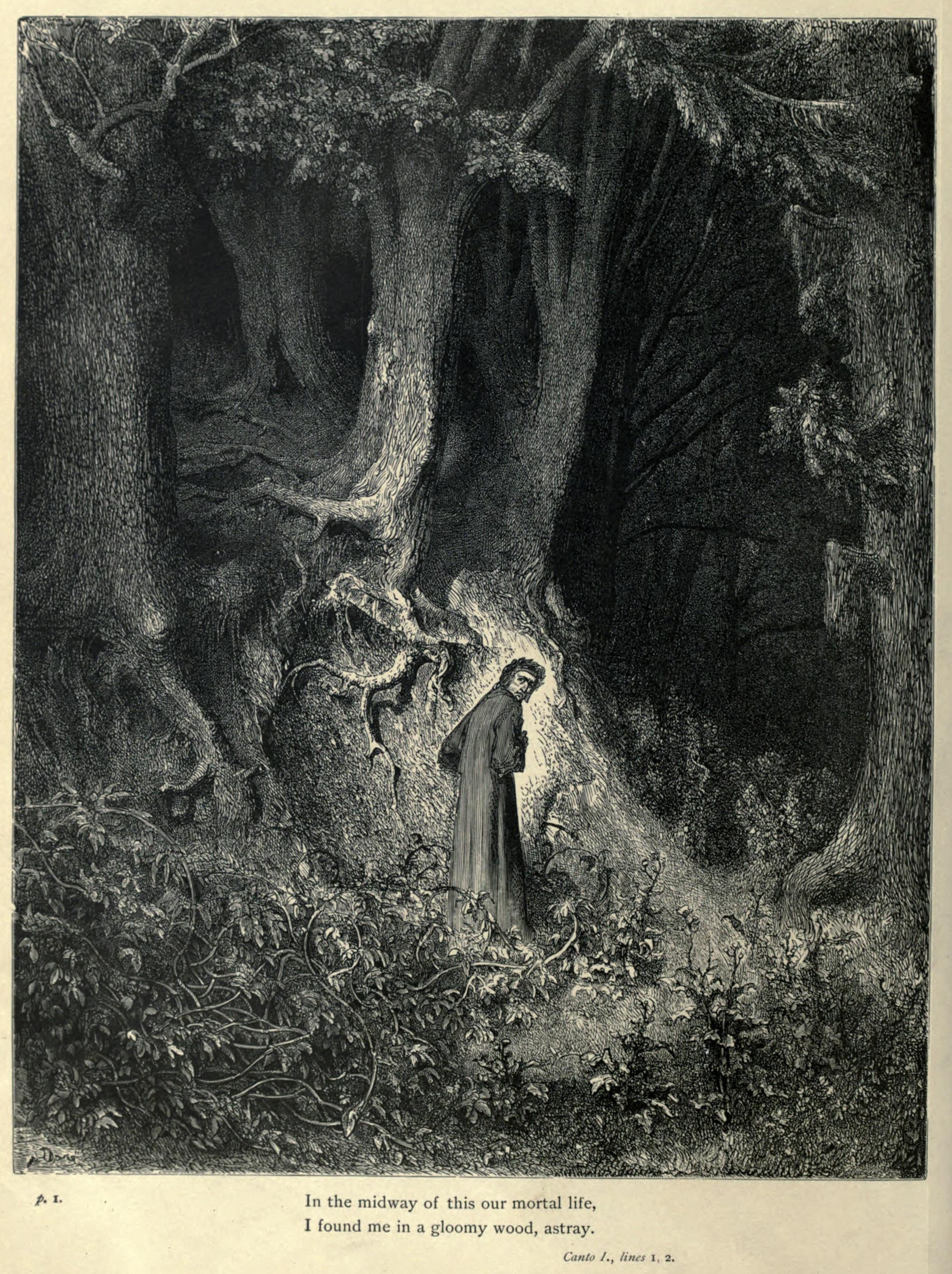
Ilustración de Gustave Doré sobre la Divina Comedia (1861-1868), aquí Dante está perdido en el Canto 1.

La traducción de la Divina Comedia de Dante era la obra favorita de su autora. Obra incompleta en el momento de su muerte, fue terminada por Barbara Reynolds. Tomando como unidad de traducción el verso, los resultados pueden parecer en ocasiones muy personales. Así por ejemplo, el famoso verso "Lasciate ogni speranza voi ch’entrate!" ("¡Abandonad toda esperanza los que entráis!"), normalmente traducida como "Abandon hope, all ye who enter here" se convirtió, en la traducción de Sayers, en "Lay down all hope, you who go in by me." 
Sayers también escribió tres volúmenes de comentarios sobre la obra de Dante, escritos religiosos y obras de teatro, entre las cuales El hombre que nació para ser Rey es la más conocida.
En la introducción a su traducción de la Chanson de Roland, Sayers expresó su atracción por "(...) ese mundo recién lavado y lleno de luz solar y colores brillantes que llamamos la Edad Media (como si fuera un hombre de mediana edad) más que tiene quizás más derecho que la gastada rosa del Renacimiento a ser llamada la Edad del Re-nacimiento". Elogió a Rolando por ser un mito puramente cristiano, contrario a las epopeyas, como por ejemplo la de Beowulf, en las que encontraba un fuerte contenido pagano. 
Sus obras religiosas tuvieron tanto éxito al presentar la postura anglicana ortodoxa, que en 1943 el Arzobispo de Canterbury le ofreció un doctorado en Teología que ella rechazó. En 1950, sin embargo, aceptó un doctorado honorífico en Letras de la Universidad de Durham. 
Su ensayoThe Lost Tools of Learning (Las herramientas perdidas del aprendizaje) ha sido empleado por numerosos académicos, especialmente en los Estados Unidos, para recuperar la educación clásica.

### Novelas y relatos cortos de la serie de Lord Peter Wimsey
- Whose Body? (1923) [El cadáver con lentes] [Editorial Molino (1975)]
- Clouds of Witness (1926) [El misterio de Riddlesdale Lodge]
- Unnatural Death (1927) [¿Muerte Natural...?]
- The Unpleasantness at the Bellona Club (1928) [El misterio del Bellona Club]
- Lord Peter Views the Body (1928) [Lord Peter descubre el delito ](12 relatos)
- Strong Poison (1930) [Veneno Mortal]
- The Five Red Herrings (1931) [Cinco pistas falsas]
- Have his Carcase (1932) [Un cadáver para Harriet Vane]
- Hangman's Holiday (1933) [Las vacaciones del verdugo](12 relatos, 4 de la serie de Lord Peter)
- Murder Must Advertise (1933) [Muerte, agente de publicidad]
- The Nine Tailors (1934) [Los nueve sastres]
- Gaudy Night (1936) [Los secretos de Oxford]
- Busman's honeymoon (1937) [Luna de miel]
- In the Teeth of the Evidence (1939) [Con las pruebas en la noca](18 relatos, 4 de Lord Peter) (las ediciones publicadas después de 1942 normalmente añaden Talboys, la última historia que escribió en la que aparecía Lord Peter)

### Otras obras detectivescas
- The Documents in the Case (1930) (escrita con Robert Eustace)
- The Floating Admiral (1931) [El almirante flotante] (escrita con miembros del Detection Club, un capítulo cada uno)
- Ask a Policeman (1933) (escrita con miembros del Detection Club)
- Double Death: a Murder Story (1939) (escrita con miembros del Detection Club)
- The Scoop and Behind the screen (1983) (originalmente publicadas en The Listener (1931) y (1930), escritas las dos junto con miembros del Detection Club)
- Crime on the Coast y No Flowers by Request (1984) (escritas con miembros del Detection Club, Sayers formó parte de la segunda, originalmente publicada en Daily Sketch (1953)
- Striding Folly (1973) (Relatos cortos publicados póstumamente)

### Traducciones y comentarios de Dante
- The Divine Comedy: Hell ISBN 0-14-044006-2
- The Divine Comedy, Part 2: Purgatory ISBN 0-14-044046-1
- The Divine Comedy of Dante Alighieri: The Florentine/Cantica III: Paradise (completed by Barbara Reynolds) ISBN 0-14-044105-0
- Introductory Papers on Dante: Volume 1: The Poet Alive in His Writings
- Further Papers on Dante Volume 2: His Heirs and His Ancestors
- The Poetry of Search and the Poetry of Statement Volume 3: On Dante and Other Writers

### Ensayos y no ficción
- Mind Of The Maker (1941) ISBN 0-8371-3372-6
- Unpopular Opinions (1947)
- Are Women Human? (Dos ensayos de Unpopular Opinions publicados separadamente) ISBN 0-8028-2996-1
- Creed or Chaos?: Why Christians Must Choose Either Dogma or Disaster (Or, Why It Really Does Matter What You Believe) ISBN 0-918477-31-X
- Sayers on Holmes ISBN 1-887726-08-X
- The Whimsical Christian ISBN 0-02-096430-7

### Cartas
Se han publicado dos colecciones de cartas de Dorothy L. Sayers, las dos editadas por Barbara Reynolds.
- The Letters of Dorothy L. Sayers: 1899-1936: The Making of a Detective Novelist ISBN 0-312-14001-0
- The Letters of Dorothy L. Sayers: 1937-1943, From Novelist to Playwright ISBN 0-312-18127-2

### Algunas ediciones en español
- Cinco pistas falsas. Editorial Lumen. 2007. ISBN 978-84-264-1602-5.
- Veneno mortal. Editorial Lumen. 2006. ISBN 978-84-264-1574-5.
- Un cadáver para Harriet Vane. Editorial Lumen. 2007. ISBN 978-84-264-1636-0.
- El misterio del Bellona Club. Editorial Lumen. 2005. ISBN 978-84-264-1512-7.
- Los secretos de Oxford. Editorial Lumen. 2009. ISBN 9788426417008.
- Luna de miel. Editorial Lumen. 2008. ISBN 9788426416667.